# Индийский мангуст
Индийский мангуст (лат. Urva smithii) — вид хищных млекопитающих семейства мангустовых. Видовое латинское название дано в честь Эндрю Смита (1797—1872). Ранее обычно классифицировался в роде Herpestes; в 2009 году вместе с остальными азиатскими мангустами был выделен в род Urva. 
Вид встречается в южной и центральной Индии и Шри-Ланке. Имеются новые данные о присутствии этого мангуста в северной Индии. Обитает в лесах, в кустарниковых массивах, а также в редколесье, реже бывал замечен на открытых местах и обособленных рисовых полях.  Вблизи человеческих поселений встречается редко. Диапазон высот от 50 до 2200 метров над уровнем моря в южной Индии.
Активен в сумерки, охотится как днём, так и ночью, ведёт по крайней мере частично древесный образ жизни, так как охотится, питается и отдыхает на деревьях. В Индии его иногда видят погибшим на дороге.
Вероятно, серьёзных угроз для вида нет, хотя существуют племена, устанавливающие ловушки, в которые он может попасться как нецелевой объект, а также, возможно, целенаправленно охотящиеся на него. Встречается на многочисленных охраняемых территориях. В части Индии считается священным животным.